# Tmesisternus marmoratus
Tmesisternus marmoratus là một loài bọ cánh cứng trong họ Cerambycidae.

## Hình ảnh

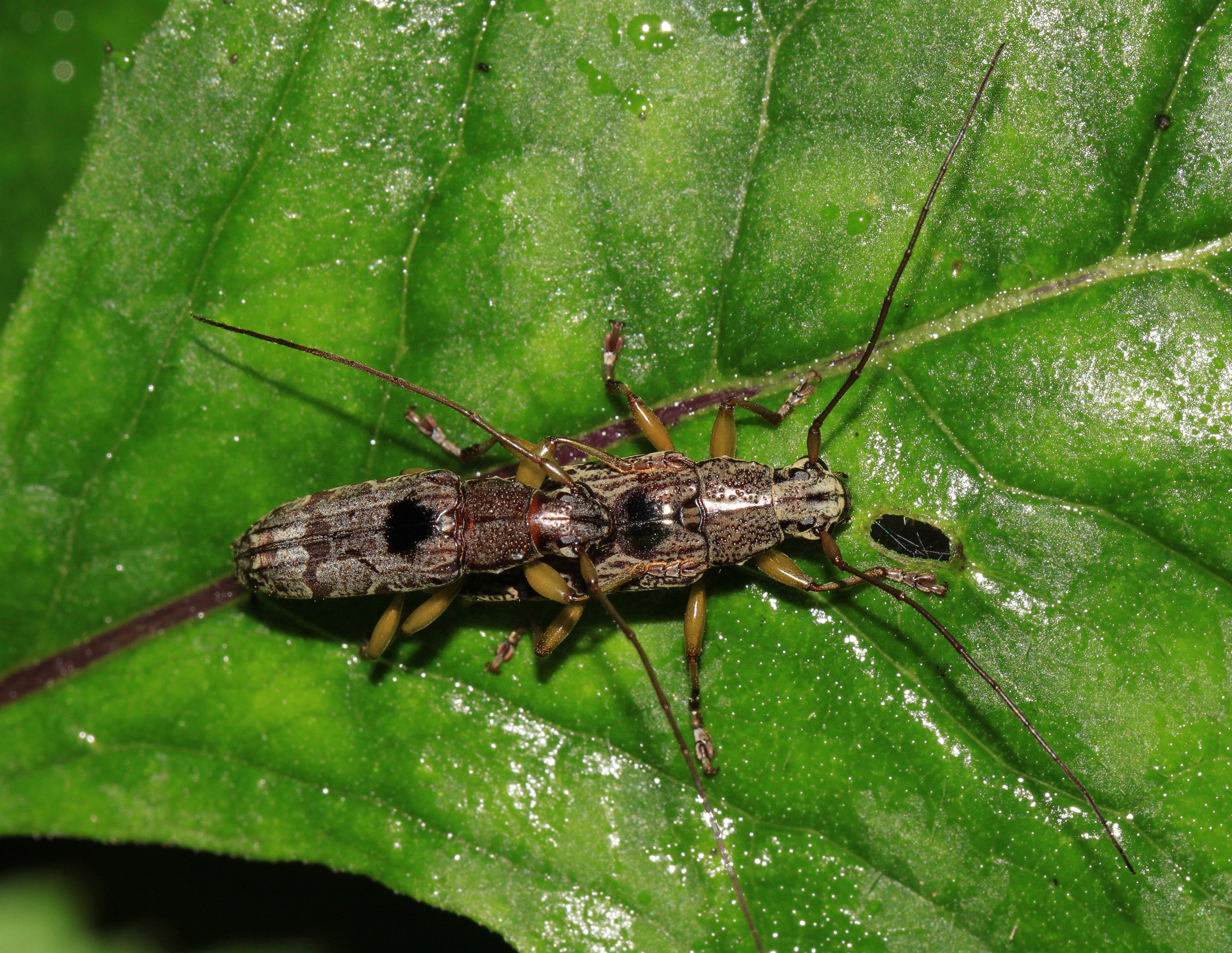